# Guy A. Lepage
Guy A. Lepage (Montréal, 30 agosto 1960) è un attore e comico canadese.

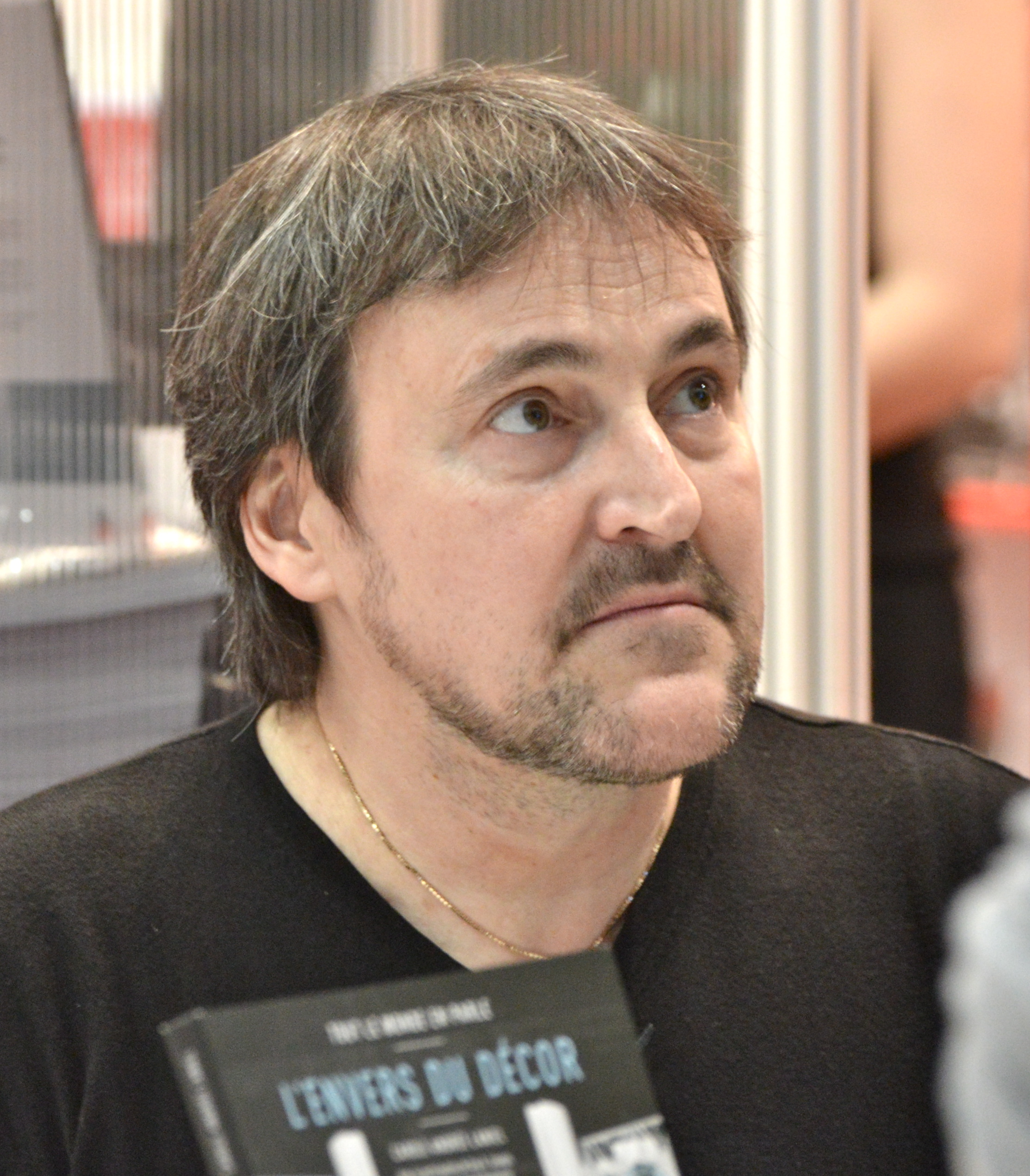
Guy A. Lepage

Nel 2006 viene conosciuto soprattutto per l'adattamento del versione canadese dello spettacolo Tout le monde en parle. In precedenza, ha fatto parte della gruppo comico canadese Rock et Belles Oreilles, ed è stato l'ideatore ed il protagonista della sitcom canadese Un gars, une fille, format successivamente esportato in tutta Europa (in Italia con il titolo di Love Bugs).